# Podocnemididae
Famille
Synonymes
- Peltocephalidae Gray, 1870

Les Podocnemididae sont une famille de tortues. Elle a été créée par Edward Drinker Cope en 1868.

## Répartition
Les espèces de cette famille se rencontrent en Amérique du Sud et à Madagascar.

## Liste des genres
Selon TFTSG (25 mai 2011) :
- genre Erymnochelys Baur, 1888
- genre Peltocephalus Duméril & Bibron, 1835
- genre Podocnemis Wagler, 1830

## Publication originale
- Cope, 1868 : On the origin of genera. Proceedings of the Academy of Natural Sciences of Philadelphia, vol. 20, p. 242-300 (texte intégral).